# Мукачевская и Ужгородская епархия

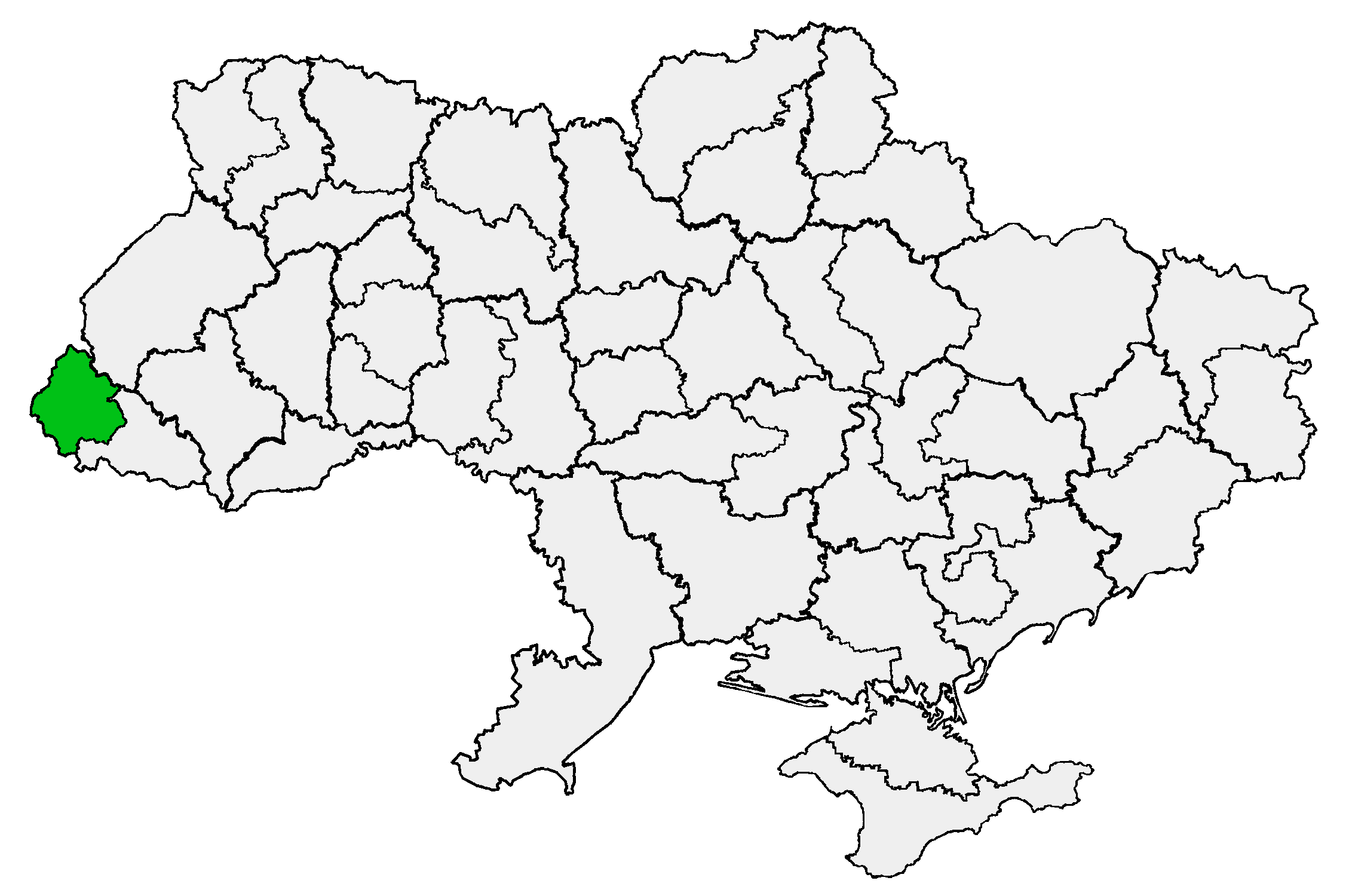

Мукачевская и Ужгородская епархия (укр. Мукачівська і Ужгородська єпархія, русин. Мукачовська и Ужгородьска єпархія) — епархия Украинской православной церкви Московского патриархата с центром в Мукачеве.
Учреждена в 1945 году; объединяет структуры Украинской православной церкви на территории Береговского, Великоберезнянского, Воловецкого, Иршавского, Мукачевского, Перечинского, Свалявского, Ужгородского районов Закарпатской области Украины.
До 1945 года Мукачево-Пряшевская епархия была под юрисдикцией Сербского патриархата.

## История

Мукачевский Свято-Николаевский монастырь

В XIV веке году литовско-русский князь Фёдор Корятович переселился в Угорскую Русь, и, получив в удел Мукачевское княжество, оказывал содействие Мукачевскому Свято-Николаевскому монастырю. С тех пор мукачевские епископы поселились здесь, и обитель сделалась средоточием духовной жизни края.
После смерти короля Карла Роберта в 1342 году ужгородская доминия переходит во владение римокатолика Филиппа Другета. Для православного населения Закарпатья настали тяжёлые времена, православная церковь теряла права. В эти годы, по-видимому, епархия зависела от митрополитов Угро-влахийских. В 1596 году здесь стала вводиться Брестская уния, однако мукачевские архиереи принимали деятельное участие в сохранении православия в крае. 24 апреля 1646 года в костёле Ужгородского замка 63 священника в присутствии Егерского католического епископа подписали Ужгородскую унию. Согласно ей мукачевские епископы должны были утверждаться римской курией, а униатскому духовенству предоставлялись все права и привилегии римокатолического. Большинство православного духовенства не поддержало унию, что соглашение подписали всего 63 из 690 священников Мукачевской епархии. В связи с переходом края в унию, православный епископ Мефодий (Раковецкий) перенёс свою кафедру в Мармарош в 1690 году, а последний православный Мукачевско-Мармарошский епископ Досифей был замучен в Хустском замке в 1735 году. Монастыри и храмы передавались греко-католикам (униатам). Фактически православная церковь была признана властями вне закона. Перегод в унию позволил сохранить церковно-славянский язык и византийский обряд в церкви.
Лишь в начале XX столетия возникает движение за восстановление православной веры. Австро-венгерские власти всячески препятствовали его распространению и организовали преследования. В 1903—1904 годах был организован первый Мармарош-Сигетский процесс, на котором семеро православных исповедников были осуждены к различным срокам тюремного заключения. Во второй половине 1913 года уже 32 человека были арестованы за переход в православие. Второй Мармарош-Сигетский процесс завершился 3 марта 1914 года открытым осуждением перешедших в православие исключительно за религиозные убеждения.
По окончании Первой мировой войны и с распадом Австро-Венгерской империи Закарпатье вошло в состав Чехословакии на правах автономной части республики. Её конституция провозглашала свободу вероисповедания, и местное население массово возвращалось в православие. В 1920 году у президента Чехословакии было выхлопотано признание полномочий Сербской православной церкви в Закарпатье, после чего, по архиерейский собор Сербской церкви принял решение о посылке епископа Нишского Досифея в Чехословакию. Был выработан устав новой Церкви, и для его утверждения у центральных властей епископ Досифей направляется в Прагу, где 28—29 августа 1921 года проходил Второй Собор Чехословацкой Церкви. Преемники епископа Досифея, также носили титулы сербских епархий, а в 1930 году епископ Битольский Иосиф был назначен архиереем уже с титулом экзарха Карпатской Руси. 2 августа 1931 года он восстановил Мукачевскую кафедру, и в этом же году Сербская церковь получила право назначать на постоянное служение правящего архиерея с титулом Мукачевский и Пряшевский.
После освобождения Закарпатья Советской армией в 1944 году вскоре последовало его присоединение к СССР, после чего, по обоюдному соглашению между Русской и Сербской Православными Церквями, закреплённому на заседании Священного Синода Русской православной церкви 22 октября 1945 года, Мукачевская епархия в составе земель, вошедших в СССР, перешла под омофор Московского Патриарха. Словацкая часть Мукачевской епархии, оставшаяся в составе Чехословакии, вошла в Чешскую епархию.
Решением Священного Синода Украинской православной церкви от 29 июля 1994 года из Мукачевской епархии была выделена Хустско-Виноградовская епархия.

## Состав епархии
Ныне Мукачевская епархия объединяет приходы и монастыри на территории Береговского, Великоберезнянского, Воловецкого, Иршавского, Мукачевского, Перечинского, Свалявского, Ужгородского районов Закарпатской области. Кафедральный город епархии — Мукачево, в котором находится кафедральный собор Почаевской иконы Божией Матери. В составе епархии на 2010год было 290 приходов, 19 монастырей:
- Введенский женский монастырь, учрежден в 2002 г., Закарпатская обл., Иршавский р-н, с. Кушница;
- Иоанно-Предтеченский женский монастырь, Закарпатская обл., Иршавский р-н, с. Дубровка;
- Казанской иконы Божией Матери мужской монастырь, в процессе организации. Закарпатская обл., Воловецкий р-н, с. Тишев;
- Кирилло-Мефодиевский женский монастырь, учреждён в 1996 г., Закарпатская обл., г. Свалява;
- Мукачевский во имя святителя Николая Чудотворца женский монастырь, Закарпатская обл., г. Мукачево, ул. Северная, 2;
- Покровский мужской монастырь, учрежден в 2002 г., Закарпатская обл., Мукачевский р-н, с. Русское;
- Серафима Саровского женский монастырь, основан в 1920-х гг. как мужской, обращён в женский в 1939 г., упразднён в кон. 1950-х гг., возобновлён в 1990 г., Закарпатская обл., Иршавский р-н, с. Приборжавское;
- Успенский женский монастырь, основан в 1932 г., закрыт в 1959 г., возобновлён в 1993 г., Закарпатская обл., Мукачевский р-н, с. Домбоки.

## Архипастыри
- Иерофей (упом. 940)
- Иоанн (упом. 1491—1498)
- Василий (Владислав) (1551—1552)
- Иларий (Иларион) (1556—1559)
- Евфимий (1561—1567)
- Амфилохий (1569, 1596)
- Василий (1597)
- Сергий (1601—1616)
- Софроний (1616)
- Иларион
- Евфимий (Евтихий) (1618)
- Петроний (униат?) (10 февраля 1623—1626)
- Иоанн (Грегорович) (12 января 1627—1633)
- Василий (Тарасович) (16 октября 1633 — 14 мая 1642)
- Порфирий (Арден) (1640—1643), епископ. Мункачский
- Софроний (Юско), Румын (1646), епископ. Мункачский
- Василий (Тарасович) (до августа 1648)
- Пётр/Парфений (Петрович-Ратошинский) (сентябрь 1648—1649)
- Иоанникий (Зейкан) (1652 — 8 ноября 1686)
- Феофан (Маврокордато) (1677), архиепископ Угорской Руси
- Мефодий (Раковецкий) (1687—1692) [8]
- Иосиф (Стойка) (1692—1711) [9]
- Досифей (Феодорович) (1711—1734 (1735))
- 1735-(1920) 1931 пресеклась

экзарх Карпатской Руси
- Досифей (Васич) (1920—1921), епископ Нишский
- Ириней (Чирич) (1923—1930), епископ Новосадский
- Серафим (Йованович) (1930), епископ Призренский
- Иосиф (Цвийович) (1930—1931), епископ Битольский

Мукачевская и Пряшевская епархия
- Дамаскин (Грданички) (30 ноября 1931 — 22 июня 1938)
- Владимир (Раич) (30 октября 1938 — 22 октября 1945)

Мукачевская и Ужгородская епархия
- Нестор (Сидорук) (22 октября 1945 — 3 июня 1948) в/у, епископ Уманский
- Макарий (Оксиюк) (3 июня 1948 — 17 марта 1950) в/у, архиепископ Львовский
- Иларион (Кочергин) (17 марта 1950 — 5 сентября 1956) до 22 июля 1950, еп. Уманский
- Варлаам (Борисевич) (5 сентября 1956 — 5 июля 1961)
- Николай (Кутепов) (10 сентября 1961 — 9 октября 1963)
- Иосиф (Савраш) (9 октября — 9 ноября 1963) в/у, еп. Ивано-Франковский
- Боголеп (Анцух) (9 ноября 1963 — 5 февраля 1965)
- Григорий (Закаляк) (5 февраля 1965 — 18 марта 1977)
- Савва (Бабинец) (18 марта 1977 — 26 июня 1985)
- Дамаскин (Бодрый) (26 июня 1985 — 1 июля 1989)
- Евфимий (Шутак) (28 августа 1989 — 19 января 2000)
- Агапит (Бевцик) (26 июля 2000 — 14 декабря 2007)
- Марк (Петровцы) (14 — 23 декабря 2007) в/у, епископ Хустский
- Феодор (Мамасуев) (с 23 декабря 2007)